# Sēja kommun
Sējas novads var en kommun i Lettland. Den låg i den centrala delen av landet, 40 km nordost om huvudstaden Riga. Antalet invånare var 2 464. Arean var 228 kvadratkilometer. Sējas novads gränsade till Saulkrastu novads, Limbažu Rajons, Krimuldas novads, Inčukalna novads och Ādažu novads.
2021 slogs kommunen samman med Saulkrasti kommun.